# Slotsholmen
 For alternative betydninger, se Slotsholmen (flertydig). (Se også artikler, som begynder med Slotsholmen)
Slotsholmen er en ø i det centrale København. Øen er opkaldt efter de forskellige borge og slotte, der har ligget på øen siden Biskop Absalon i 1167 opførte den første borg på det sted, hvor Christiansborg Slot ligger i dag.
Slotsholmen har siden middelalderen været hjemsted for Danmarks centraladministration og omtales ofte som Magtens Ø. Den rummer stadig statens vigtigste centrale institutioner og navnet Slotsholmen anvendes ofte som metonym for statsmagten.
På Slotsholmen ligger Christiansborg Slot, der rummer lokaler til brug for Folketinget, Statsministeriet, Højesteret og Kongehuset. På Slotsholmen ligger også de centrale ministerier[kilde mangler] og en lang række kulturinstitutioner og museer, blandt andet Det Kongelige Bibliotek, Rigsarkivet, Tøjhusmuseet, Teatermuseet, Thorvaldsens Museum og Dansk Jødisk Museum.

## Historie

### Slotsholmen i middelalderen
Området, der i dag udgør Slotsholmen, bestod oprindelig af flere mindre holme beliggende i farvandet mellem Sjælland og Amager. Ifølge Saxo anlagde biskop Absalon i 1167 en borg på den største af områdets holme, Strandholm, der var datidens navn på Slotsholmen. Fæstningen stod færdig fire år senere på et fundament af kampesten og beklædt med kridtsten fra Stevns. Den rummede kirke, bryggers, bageri, badstue m.m udført i munkesten. Ca 1250 blev der tilføjet to sidetårne på fæstningens mur, og sådan er borgen afbilledet på Københavns byvåben den dag i dag. Borgen blev erobret af Hanseforbundet i 1368 og revet ned året efter som del af en fredsaftale.
Kort efter blev Københavns Slot opført på stedet. Københavns Slot kom i kongemagtens besiddelse under Erik af Pommern i 1417. Fra midten af 1400-tallet og frem blev slottet i stigende grad de danske kongers hovedresidens, og Slotsholmen centrum for regeringen.

### Slotsholmen i renæssancen
Efter Københavns belejring i 1535-36 under Grevens Fejde, var det tydeligt, at Københavns Slot var forældet som militært anlæg, og Christian 3. ombyggede slottet fra fæstningsværk til fyrsteresidens. Ombygningerne fortsatte under de efterfølgende konger og resulterede efterhånden i, at slottet antog et noget rodet og tilfældigt udseende.
Samtidig blev det klart, at slottet var blevet for lille til at fungere som tidssvarende fyrsteresidens og administrationscentrum, og der blev opført en række bygninger i nærheden af slottet. Formodentlig allerede under Christian 3. blev der opført en bygning på kajen foran slottet til at rumme kongens kancelli. Under Christian 3. og hans søn Frederik 2. blev der opført et tøjhus ved stranden syd for slottet, og under Frederik 2. formodentlig også et provianthus.
Under Christian 4. blev Slotsholmen udvidet betydeligt, særligt i øens sydlige ende. Her anlagdes en ny krigshavn, omgivet på hver side af et tøjhus og et provianthus. På hver side af krigshavnen opførtes endvidere Børsen og et bryghus. Alle fire af disse imponerende bygninger står stadig på Slotsholmen i dag.
Med indførelsen af enevælden i 1660 blev Slotsholmens position som kongemagtens og statsadministrationens centrum yderligere fastslået.
Under Frederik 3. førte yderligere pladsmangel i slottet til opførelsen af en ny bygning mellem Provianthuset og Tøjhuset. Denne nye bygning, der også stadig findes i dag, kom til at rumme kongens Kunstkammer, grundlagt på Københavns Slot ca. 1650, og Det Kongelige Bibliotek, grundlagt på Københavns Slot i 1648.

### Slotsholmen i 1700-tallet
I 1703-05 opførtes ud til Frederiksholms Kanal en prægtig barokbygning, der skulle fungere som bolig for staldmesteren og personalet ved de kongelige stalde bag Københavns Slot. Staldmestergården findes stadig og rummer i dag Undervisningsministeriet og Kirkeministeriet.
Under Frederik 4. opførtes 1721-29 en ny pragtfuld administrationsbygning ved siden af Provianthuset. Den nye bygning skulle rumme kancelliet og erstattede den gamle kancellibygning ved kanalen. Den nye kancellibygning var forbundet med slottet ved en løngang, således at kongen kunne forblive i tæt kontakt med sin regering. Kancellibygningen, også kaldet Den Røde Bygning eller Kollegiebygningen findes også stadig og har fungeret som centraladministrationens midtpunkt i næsten 300 år. I dag rummer den Finansministeriet.
På trods af mange tilløb til at erstatte det lille og forældede slot med en mere tidssvarende fyrsteresidens, der kunne være en enevældig konge værdig, stod Københavns Slot et godt stykke op i 1700-tallet. Slottet blev yderligere ombygget flere gange, særligt under Frederik 4., der 1721-29 totalombyggede slottet, hvorved det uregelmæssige slot antog et mere regelmæssigt udseende.
Ikke desto mindre lod hans søn Christian 6. i 1731 – bare to år efter den store ombygning var afsluttet – Københavns Slot og hele den nordlige halvdel af Slotsholmen rydde, for at give plads til et nyt kæmpeslot. Slottet, der i hovedtræk stod færdigt i 1745, var opført i barokstil. Det blev opkaldt efter kongen selv og kaldt Christiansborg Slot. Nord for slottet opførtes en separat slotskirke, forbundet med selve slottet ved en løngang, og bag slottet blev der plads til en ridebane omgivet af kolossale staldanlæg og et ridehus. Hovedadgangen til det nye slot var over ridebanen ved hjælp af en ny bro, Marmorbroen.
I 1766 blev der indrettet et teater i et rum i den østlige ridebanefløj. Hofteatret, der var indrettet af arkitekten Nicolas-Henri Jardin, blev indviet i 1767. Hofteatret blev ombygget i 1842 men findes stadig og anvendes i dag som Teatermuseum.
Det første Christiansborg Slot brændte i 1794. Kun ridebaneanlægget brændte ikke og står stadig som det eneste tiloversblevne fra det første Christiansborg.

### Slotsholmen i 1800-tallet
Til erstatning for det nedbrændte slot opførte arkitekten C.F. Hansen fra 1803 til 1828 et nyt slot, det andet Christiansborg, i nyklassicistisk stil. Frederik 6. og resten af kongefamilien, der midlertidigt havde været indlogeret på Amalienborg, valgte dog ikke at flytte tilbage til Christiansborg. Kongehuset har dog bevaret sin gamle tilknytning til Slotsholmen og anvender fortsat Christiansborg Slot ved officielle arrangementer, ligesom Slotskirken og De Kongelige Stalde fortsat anvendes af kongehuset.
Fra 1839 til 1848 blev Christiansborgs vogngård, der husede de kongelige kareter og vogne, fuldstændigt ombygget af arkitekten Michael Gottlieb Bindesbøll til museum for Bertel Thorvaldsen.
Ved afskaffelsen af enevælden i 1848, blev Christiansborg sæde for først Den grundlovgivende rigsforsamling, og efter vedtagelsen af 1849-grundloven for Danmarks første demokratiske parlament, Rigsdagen.
I 1863-64 blev Christian 4.s gamle krigshavn, der længe havde ligget ubenyttet hen, kastet til. I årene efter skød en række værkstedsbygninger op på den tilkastede havns område.
Det andet Christiansborg brændte i 1884. Denne gang overlevede slotskirken branden og står stadig som det eneste tiloversblevne fra det andet Christiansborg.

### Slotsholmen i 1900-tallet
I 1898-1906 opførtes tæt ved havnen en ny bygning til Det Kongelige Bibliotek efter tegninger af arkitekten Hans J. Holm, og biblioteket flyttede fra sine lokaler i Frederik 3.s gamle kunstkammerbygning til den nye bygning. I 1920 blev der foran biblioteket anlagt en have oven på området, hvor Christian 4.s krigshavn tidligere havde ligget. Et lille bassin midt i haven minder om havnen. Endvidere er der i muren for enden af haven indmuret et par gamle fortøjringsringe fra krigshavnen.
Til erstatning for det nedbrændte slot opførte arkitekten Thorvald Jørgensen fra 1907 til 1928 et nyt slot, det tredje Christiansborg, i historicistisk stil. Ligesom det forrige slot kom det til at rumme lokaler til brug for Rigsdagen (fra 1953: Folketinget), Kongehuset og Højesteret.
1992 blev et katastrofernes år på Slotsholmen, idet to storbrande hærgede både Proviantgården og Christiansborg Slotskirke. Begge bygninger er dog siden genopført.
I 1999 indviedes Slotsholmens hidtil seneste bygning, Det Kongelige Biblioteks tilbygning mod havnefronten, kaldet Den Sorte Diamant.
I 2004 indviedes den senest tilkommende af Slotsholmens museer, da Dansk Jødisk Museum åbnede i Christian 4.s galejhus, der tidligere var en del af krigshavnen, og i dag indgår som en del af Det Kongelige Biblioteks gamle bygning. Museets lokaler er indrettet af den polsk-tyske arkitekt Daniel Libeskind.

## Slotsholmen i dag
Slotsholmen har siden middelalderen været hjemsted for Danmarks centraladministration og er det stadig med Christiansborg, der rummer Folketinget, en række centrale ministerier som Statsministeriet, Justitsministeriet og Finansministeriet; endvidere Kancellibygningen ("Den Røde Bygning") samt Højesteret. Desuden huser Slotsholmen bl.a. Børsen, Tøjhuset, Det Kongelige Bibliotek med Den Sorte Diamant, Rigsarkivet, Christiansborg Slotskirke, Thorvaldsens Museum, Teatermuseet og Dansk Jødisk Museum.

## Slotsholmens geografi
Pr. 1. januar 2006 havde den ifølge Danmarks Statistik 24 indbyggere fordelt på øens 21 hektar.
Slotsholmen afgrænses af Inderhavnen, Slotsholmskanalen og Frederiksholms Kanal. Den forbindes til Sjælland med Bryghusbroen, Prinsens Bro, Marmorbroen, Stormbroen, Højbro, Holmens Bro, Børsbroen og Christian IV's Bro samt til Amager (Christianshavn) med Knippelsbro.
Slotsholmen består for en stor del af kunstig opfyldning, og den ligger på eller uden for den tidligere kystlinje. Dette ses nu kun på, at gaden på Sjællandssiden mod nordvest hedder Gammel Strand.
Slotsholmen indgår i Holmens Sogn og Københavns Kommune.

## Billedsamling
- Undervisningsministeriet på Slotsholmen
- Stormbroen til Slotsholmen
- Bryghuset på Slotsholmen

- Indgangsparti til Børsen på Slotsholmen
- Marmorbro og Portaler til Christiansborg Ridebaneanlæg
- Detalje en af portalerne ind til Ridebaneanlægget på Christiansborg